# Harém (film)
Harém (v originále Harem) je francouzský hraný film z roku 1985, který režíroval Arthur Joffé podle vlastního scénáře. Snímek měl světovou premiéru dne 20. listopadu 1985.

## Děj
Mladá žena z New Yorku je unesena a ocitne se v harému.

## Obsazení
| Nastassja Kinski | Diane            |
| Ben Kingsley     | Selim            |
| Dennis Goldson   | Massoud          |
| Michel Robin     | pan Raoul        |
| Zohra Sehgal     | Affaf            |
| Juliette Simpson | Zelide           |
| Rosanne Katon    | Judy             |
| Norman Chancer   | americký inženýr |
| Maurice Lamy     | Mehmet           |

## Ocenění
- César: nejlepší kostýmy (Olga Berluti, Catherine Gorne-Achdjian), nejlepší filmový plakát (Michel Landi), nominace v kategoriích nejlepší filmový debut (Arthur Joffé), nejlepší zvuk (Pierre Gamet, Dominique Hennequin), nejlepší kamera (Pasqualino De Santis)